# HD118473
HD118473 — хімічно пекулярна зоря спектрального класу B9, що має видиму зоряну величину в смузі V приблизно  7,8.
Вона  розташована на відстані близько 718,4 світлових років від Сонця.

## Пекулярний хімічний склад
Зоряна атмосфера HD118473 має підвищений вміст 
Si
.